# 小行星6153
小行星6153（英語：6153 Hershey）是一颗围绕太阳公转的小行星。1990年7月19日，埃莉諾·赫琳在帕洛马山发现了此天体。
这颗小行星的绝对星等为192.4145402839802等。